# 1771 au Québec
Cet article traite des événements survenus en 1771 au Québec. 

## Événements

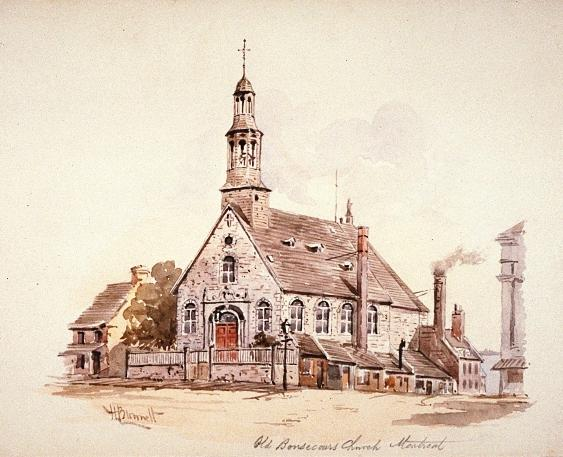
Reconstruction de la Chapelle Notre-Dame-de-Bon-Secours à Montréal en 1771

- Juin :  Hector Theophilus de Cramahé devient lieutenant gouverneur de la province of Quebec.
- Fondation de Nain au Labrador par les missionnaires moraves.
- Le sulpicien Étienne Montgolfier s'élève contre la franc-maçonnerie.

## Naissances
- 9 juin : Nicolas Vincent, chef huron.
- 10 novembre : Joseph Samson (homme politique).
- 6 décembre : Henri-Antoine Mézière, journaliste et fonctionnaire.

## Décès

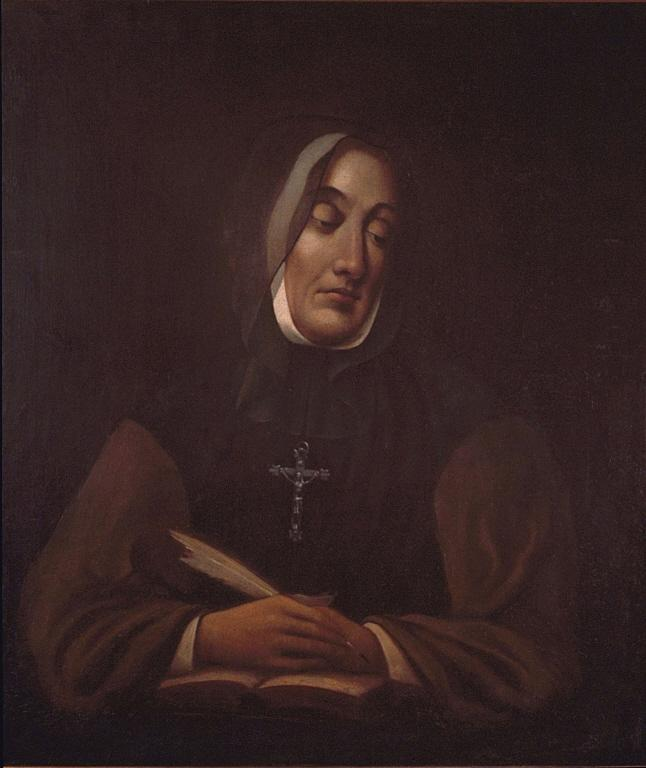
Marguerite d' Youville

- 23 décembre : Marguerite d'Youville, fondatrice des sœurs grises.
- Augustin Langlade, marchand de fourrure.